# George Nypels
George Nypels (Maastricht, 7 oktober 1885 – aldaar, 16 juni 1977) was een Nederlandse journalist die vooral als reiscorrespondent voor het Algemeen Handelsblad bekendheid verwierf.

## Levensloop
George Nypels werd geboren als het derde kind van Edouard Nypels en Valentine de Nocker. Hij was een broer van de bekende typograaf en meesterdrukker Charles Nypels. Hun vader beheerde de drukkerij Leiter-Nypels. Na het gymnasium in Maastricht doorlopen te hebben ging George in Amsterdam geneeskunde studeren. Hij maakt deze studie niet af, maar vertrok naar Zwitserland. In Lausanne studeerde hij een jaar rechten, om vervolgens te vertrekken naar München. In 1908 werd George door zijn vader aan een baan geholpen bij een im- en exportfirma van een kennis in Londen, waar hij gedurende een jaar als jongste bediende werkte. Tijdens een wekenlang verblijf in Spanje werd in maart 1910 een eerste reisverslag van hem gepubliceerd in het Algemeen Handelsblad.
Als reiscorrespondent deed Nypels tijdens het interbellum verslag vanuit vrijwel elke Europese brandhaard. Hij ontmoette daarbij veel politieke hoofdpersonen uit het Midden-Europa van die tijd, zoals de Duitse revolutionair Karl Liebknecht (Berlijn, december 1918), de Hongaarse dictator Béla Kun (Boedapest, maart 1919), de Poolse premier Ignacy Jan Paderewski (Warschau, november 1919), de Hongaarse regent admiraal Miklós Horthy (Boedapest, voorjaar 1920), de Italiaanse dictator Benito Mussolini (Milaan, oktober 1920), de Italiaanse dichter Gabriele d'Annunzio (Vrijstaat Fiume, oktober 1920) en de grondlegger van het moderne Turkije Atatürk (Angora, 1921). In maart 1923 hoorde hij in München ook de leider van de NSDAP, de latere dictator Adolf Hitler, tijdens een bijeenkomst spreken. Het verslag van deze bijeenkomst besloot Nypels met: "Wat ik voor heden wil vaststellen is: Hitler is als massaopwinder, als partijmaker, iets heel buitengewoons, van wie men zeer veel verwachten... of vrezen mag."
Het archief van George Nypels, bestaande uit manuscripten en plakboeken, is ondergebracht bij het Regionaal Historisch Centrum van de provincie Limburg (RHCL).

## Biografie
- Henk van Renssen, De revolutieverzamelaar: George Nypels, verslaggever tussen twee wereldoorlogen, Amsterdam: Uitgeverij Podium, 2006. 271 p. ISBN 978-90-5759-327-7.